# Gary Brook
Gary Brook (sinh ngày 9 tháng 5 năm 1964) là một cựu cầu thủ bóng đá người Anh.
Ông thi đấu cho Frickley Athletic, Newport County, Scarborough, Blackpool, Notts County và Ossett Town
Có nhiều chiến thắng nổi tiếng dưới thời của ông, chẳng hạn như thắng lợi 4-0 trên sân khách trước Harrogate Town và thắng lợi 5-2 trên sân nhà trước Radcliffe Borough.